# Стефан Лукић
Стефан Лукић (Ужице, 10. октобар 1985) српски је визуелни и перформанс уметник. Лукићево уметничко стваралаштво настаје у домену сликарства, цртежа, перформанса као и интервенције у јавном простору. У свом раду се бави темама путовања, кретања и потраге. 

## Биографија
Завршио је математички смер Ужичке гимназије. Дипломирао је примењено сликарство на Факултет примењених уметности Универзитата Уметности у Београду 2018. Трећу годину основних студија провео је као студент на размени на Академији лепих уметности у Паризу. Пре одласка у Париз, направио је перформанс и изложбу Идем да се вратим. Мастерирао је сликарство на Факултету ликовних уметности 2022. Усавршавао се на Краљевској академији у Амстердаму. Био је на резиденцијалним боравцима уметничком простору „Kunstepidemin“ у Готембургу, уметничком простору ,,Homesession“ у Барселони, у Паризу у оквиру резиденцијалног програма град уметности Cité internationale des arts, као и на уметничкој резиденцији "Domus" у Галатини, Италија.
Заједно са амбасадом Пољске креирао је уметнички пројекат „Nezavisna/ Nipodległa”. Био је у финалном избор награде за савремену уметност „Мангелос”. У финалу такмичења за награду јула 2021. је реализовао уметнички пројекат у Барселони, Монте Карлу, Милану и Београду. Учествовао је на Меморијалу „Надежда Петровић” 2022.
Поред сликарства, он изводи различите уметничке временске перформансе у Србији и иностранству, које назива цртежи догађаји. За наслове циљано бира помпезне, епске наслове. Један перформанс Старт је циљ – Циљ је старт извео је у оквиру Београдског триатлона и у њему је Лукић 113 километара трке отпочео од циља ка старту. Током 2020. изводи рад Далеко, колико ме ноге носе, у Београду. Владимир Табашевић је написао песму о овом раду, коју је потом Лукић публиковао у монументалним размерама на Тргу слободе у Новом Саду у оквиру перформанса под називом Величина (ни)је битна, у којем је учествовало четрдесет људи. Grand Tour 2025: Nulla dies sine linea (Ни дан без линије) био је Лукићев перформанс реализован 2025, током којег је претрчао 232,5 km од Венеције до јужне Италије, за 30 дана. Свакодневно је повећавао дужину деонице за 500 метара, чиме је направио аритметичку прогресију и такође је испратио џи-пи-ес линије кроз пет земаља, истражујући теме издржљивости и продуктивности у савременој култури.
Добитник је Награде „Златна палета” за најбољи рад из домена слике и цртежа у целогодишњем програму групних изложби УЛУС-а у 2023. Награда му је додељена за серију цртежа носталгични YУГОсјај (оловка на папиру, 2023).
Имао је групне изложбе у: Готембургу, Паризу, Београду, Новом Саду, Нишу, Крагујевцу и другим градовима.
Члан је УЛУС-а од 2021.
Живи и ради на релацији Београд-Париз.

## Награде
- Награда за сликарство Факултета примењених уметности, 2016.[21]
- Награда за младе уметнике „Бите”, 2020.[4]
- Награда „Златна палета”, УЛУС, 2023.[18][22]

## Изложбе
Самосталне изложбе
- „Capital Offense”, Галерија Кватро, Милано, Италија (2025)[23][24]
- „Последњи круг у Монци”, Креативно Студио Опал, Милано, Италија (2021)[25]
- „Други круг у Монте Карлу”, у кланици месаре „Maison Lino”, Монте Карло, Монако (2021)[26]
- „Трамвај зван жеља – Први круг Лице и наличје”, Homesession, Барселона, Шпанија (2021)[27][28][29]
- „Величина (ни)је битна“, Алтернативни простор Квака 22, Београд, Србија (2021)[30]
- „24/7”, Констепидемин, Гетеборг, Шведска (2021)[31]
- „Црта”, Дом културе Студентски град, Београд, Србија (2018)[32][33]
- „Међупростор“, Уметнички простор У10, Београд, Србија (2018)[34][35]
- „ЈУГОносталгија“, Народно позориште, Ужице, Србија (2017)[36][37]